# Лопушна
Вижте пояснителната страница за други значения на Лопушна.
Лопушна е село в Североизточна България. То се намира в община Дългопол, област Варна.

## География
Село Лопушна се намира в долината на Лопушанска река между Върбишка и Драгоевска планина на границата между Предбалкана и Стара планина. Разположено е на 3 км от границите с Бургаска и Шуменска област.

## История
Историята в района започва още от късноантичния период. По северните склонове на Върбишка планина са били разположени изключително много крепости и укрепления, чиито цел е била да защитават проходите и Византия от военни настъпления и набези. На юг от Лопушна е разположена преградата Коджа капъ, през която преминават важни пътища. На юг от Коджа капъ преминава пътят Марцианопол (Девня) – Кабиле (Ямбол).
Годината на създаване на Лопушна не е известна, но към 1800 година селото вече би трябвало да съществува. Свидетелство за това е стара дървена джамия, за която се предполага че е строена в периода 1800 – 1802 година. През селото минава известния френски пътешественик Ами Буе по време на своето пътешествие из Балканите в периода 1836 – 1839 година. Ето как французинът описва Лопушна и околността: 
На отсрещния бряг на Камчик (Голяма Камчия) е разположен Коимли (бивше село). Планините там стават малко по-високи и представляват хубав разрез на кредовите пластове, наклонени към север. Изоставяме Камчик (Голяма Камчия), за да поемем покрай планинската река Йедекмале, която излиза от юг от една теснина, насочена от юг към север. Но на 1/2 левга от селото Йедекмале (Арковна) се завива на запад в надлъжна долина, както тази на Голям Камчик (Голяма Камчия), простираща се от запад към изток в подножието на централното балканско село. Планинската река на споменатата долина също се влива на изток в Голям Камчик (Голяма Камчия) и протича в доста обширна и обработена вдлъбнатина. Бреговете ѝ, както и страните на долината представляват разрези на кредови оголени шисти. Планините там се извисяват само на 300—400 фута над речното корито. Най-сетне стигнахме до селото Лопучка (Лопушна) на 8 1/2 левги от Шумла (Шумен) и на 1400 фута височина. Между българските жители има и няколко турци. Къщите им са обиколени от овощни градини и прегради на пътя не позволяват на прасетата им да влизат в нивите. Проходът на балканското било е на юг от това село и оттам започва половинчасово изкачване.
От пътеписа става ясно, че в землището на днешното Лопушна е имало село, което днес не съществува и го няма на картите. За разлика от днешното население на селото, което е изцяло турско, в средата на 19 век то е било смесено (българи и турци), като българите са били мнозинството в това село. Най-вероятно голяма част от предшествениците на днешните турци в Лопушна са пришълци от други села. 

През 1894 година село Лопушна е съставно село на Новоселска околия. Тогава в близост до селото е ликвидиран планинският разбойник Илюхман.
По времето на Балканските войни 5-ма души от Лопушна са извикани на служба – Ибраим Садулов Юмеров, Ибряим Юмеров, Митю Василев, Мустафа Мустафов и Христо Главчев.
По времето на Първата световна война 2-ма души от Лопушна са извикани на служба – Юмер Мусов и Мустафа Ахмедов.

## Културни и природни забележителности
- В района на село Лопушна се намира водопадът Куза скока. Той пада от височина 10 метра в малко езеро.[7] Трудно достъпен е, но природата е много добре запазена.
- На около 15 км от селото са Чудните скали при язовир Цонево.
- Капу баир

## Население
Численост на населението според преброяванията през годините:
| \| Година на преброяване \| Численост \| \| --------------------- \| --------- \| \| 1934 \| 766 \| \| 1946 \| 941 \| \| 1956 \| 1010 \| \| 1965 \| 1010 \| \| 1975 \| 1117 \| \| 1985 \| 1203 \| \| 1992 \| 1016 \| \| 2001 \| 991 \| \| 2011 \| 911 \| \| 2021 \| 711 \| |           |
| Година на преброяване | Численост |
| 1934 | 766       |
| 1946 | 941       |
| 1956 | 1010      |
| 1965 | 1010      |
| 1975 | 1117      |
| 1985 | 1203      |
| 1992 | 1016      |
| 2001 | 991       |
| 2011 | 911       |
| 2021 | 711       |

### Етнически състав

#### Преброяване на населението през 2011 г.
Численост и дял на етническите групи според преброяването на населението през 2011 г.:
|                     | Численост | Дял (в %) |
| Общо                | 911       | 100.00    |
| Българи             | 21        | 2.30      |
| Турци               | 731       | 80.24     |
| Цигани              | ?         | ?         |
| Други               | ?         | ?         |
| Не се самоопределят | 143       | 15.69     |
| Неотговорили        | 15        | 1.64      |